# Người Bulgar

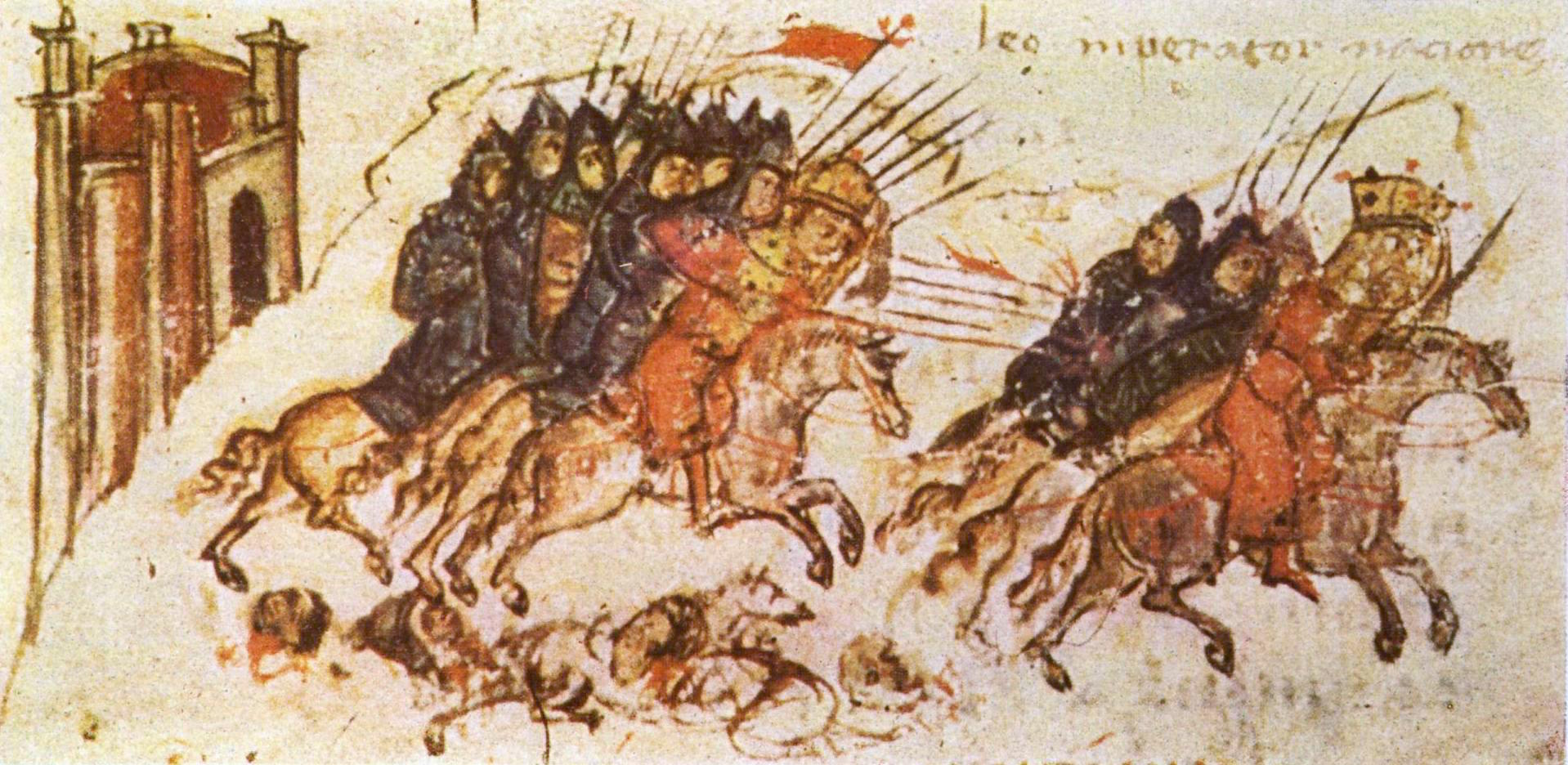
Tranh miêu tả cảnh người Bulgar theo gót Hãn Krum truy đuổi quân Byzantine tại Trận Versinikia (năm 813)

Người Bulgar là những chiến binh người Turk sinh sống theo lối bán du mục ở các vùng thảo nguyên Biển Đen-Biển Caspi và lưu vực sông Volga vào thế kỷ 7. Họ nổi lên như những tay cưỡi ngựa du mục ở khu vực Volga-Ural, và theo một số nhà nghiên cứu thì họ có nguồn gốc từ Trung Á. Trong cuộc di cư về phương tây qua miền thảo nguyên Á-Âu, người Bulgar đã tiếp nhận các nhóm sắc tộc khác và các sắc thái văn hóa khác, bao gồm những ảnh hưởng từ người Hung và người Ấn-Âu. Nghiên cứu di truyền hiện đại về người Turk ở Trung Á và các nhóm dân tộc liên quan đến người Bulgar đã chỉ ra được mối quan hệ giữa người Bulgar với những tộc người sống ở miền tây lục địa Á-Âu. Người Bulgar nói một loại ngôn ngữ Turk, tức ngôn ngữ Bulgar nhánh Oghur. Họ giữ nguyên các cấp hiệu quân đội, hình thức tổ chức và phong tục của miền thảo nguyên Á-Âu, cũng như tín ngưỡng pháp sư ngoại giáo và niềm tin vào vị thần Tangra trên trời.
Người Bulgar gần như trở thành dân định cư ở vùng thảo nguyên Biển Bắc-Biển Caspi vào thế kỷ 7; tại đó họ thiết lập Đại Bulgaria vào khoảng năm 635, sau đó thì bị Đế chế Khazar thôn tính vào năm 668.
Khoảng năm 679, Hãn Asparukh chinh phục vùng Tiểu Scythia, mở đường tiếp cận Moesia và thành lập nên Đệ nhất Đế quốc Bulgaria, nơi mà người Bulgar trở thành tầng lớp tinh hoa về chính trị và quân sự. Sau đó, họ đã hợp nhất với dân cư của Đế quốc Byzantine, cũng như với các bộ lạc Slav định cư tại đó từ trước, cuối cùng thì bị Slav hóa và trở thành tổ tiên của người người Bulgaria hiện đại.
Nhóm dân Bulgar vùng Biển Đen còn lại đã di cư đến khu vực sông Volga vào thế kỷ thứ 7 và lập nên Volga Bulgaria, giữ gìn bản sắc riêng có cho đến thế kỷ 13. Người Tatar Volga và người Chuvash tuyên bố người Bulgar Volga là tổ tiên của mình.